# Aguilar de Codés
Aguilar de Codés (baskiska: Aguilar Kodes) är en kommun i Spanien.   Den ligger i provinsen Provincia de Navarra och regionen Navarra, i den norra delen av landet, 270 km norr om huvudstaden Madrid. Antalet invånare är 102.